# NGC 1574
NGC 1574 est une galaxie lenticulaire située dans la constellation du Réticule. NGC 1574 a été découverte par l'astronome britannique John Herschel en 1834.

## Caractéristiques

### Distance
Sa vitesse par rapport au fond diffus cosmologique est de 1 035 ± 16 km/s, ce qui correspond à une distance de Hubble de 15,3 ± 1,1 Mpc (∼49,9 millions d'al).
À ce jour, 13 mesures non basées sur le décalage vers le rouge (redshift) donnent une distance de 16,479 ± 5,870 Mpc (∼53,7 millions d'al), ce qui est à l'intérieur des valeurs de la distance de Hubble.

### Morphologie
NGC 1574 a été utilisée par Gérard de Vaucouleurs comme une galaxie de type morphologique SB0− dans son atlas des galaxies,.

## Groupe de NGC 1566 et groupe de la Dorade
Selon une étude publiée en 2005 par Kilborn et al., NGC 1574 fait partie du groupe de NGC 1566. Ce groupe comprend au moins 23 autres galaxies dont IC 2049, NGC 1536, NGC 1543, IC 2038, NGC 1546, IC 2058, IC 2032, NGC 1566, NGC 1596, NGC 1602, NGC 1515, NGC 1522, IC 2085, NGC 1549, NGC 1553, NGC 1581, NGC 1617. Le groupe de NGC 1566 fait partie d'un groupe plus vaste, le groupe de la Dorade.
A.M Garcia place aussi cette galaxie dans un groupe plus restreint de 5 galaxies auquel il donne aussi le nom de groupe de NGC 1553. Toutes les galaxies du groupe de NGC 1533 de Garcia font aussi partie du groupe plus vaste de Kilborn et al. Voir l'article détaillé du groupe de la Dorade pour plus de détails.